# Lloret de Mar
Lloret de Mar er en kystby i Catalonien i det østlige Spanien. Den ligger ud til Middelhavet tæt på Blanes og Tossa de Mar og ligger 75 kilometer fra Barcelona.
Lloret de Mar ha 42.600(2024) indbyggere. Når turistsæsonen starter vokser indbyggertallet til 200.000.[kilde mangler] Der er larm i byen, selv når det er nat. 
I årtier har Lloret de Mar tiltrukket besøgende, mest fra Nordeuropa, og er nu en af de vigtigste feriesteder i Costa Brava. Sandet på stranden er meget groft og ligner nærmest små sten.
Nattelivet i Lloret de Mar tiltrækker også 18-30 årige, hovedsageligt fra Belgien, Portugal, Tyskland, Italien, og Holland.[kilde mangler]
Lloret de Mars strand er over 2 kilometer lang. Den er også en af de mest populære i Costa Brava.
I udkanten af byen ligger der er et slot fra middelalderen, som hedder "Castell de Sant Joan" (Saint Joans slot). 
Mange mener at en bronzestatue der forestiller en fiskers kone (Dona Marinera) er en af Lloret de Mars kendetegn. Statuen er blevet lavet af Ernest Maragall i 1966.

## Galleri
- Dona Marinera
- Saint Joans slot
- Lloret de Mar